# Carex diminuta
Carex diminuta är en halvgräsart som beskrevs av Johann Otto Boeckeler. Carex diminuta ingår i släktet starrar, och familjen halvgräs. Inga underarter finns listade i Catalogue of Life.